# 레네 세실리아 스파로크
레네 세실리아 스파로크(Lene Cecilia Sparrok, 1997년 10월 6일 ~ )는 노르웨이의 배우이다. 영화 《사미 블러드》의 주인공으로 이름을 알렸으며, 제53회 굴드바게상 시상식에서 여우주연상을 수상했다.